# Haus Ostwig

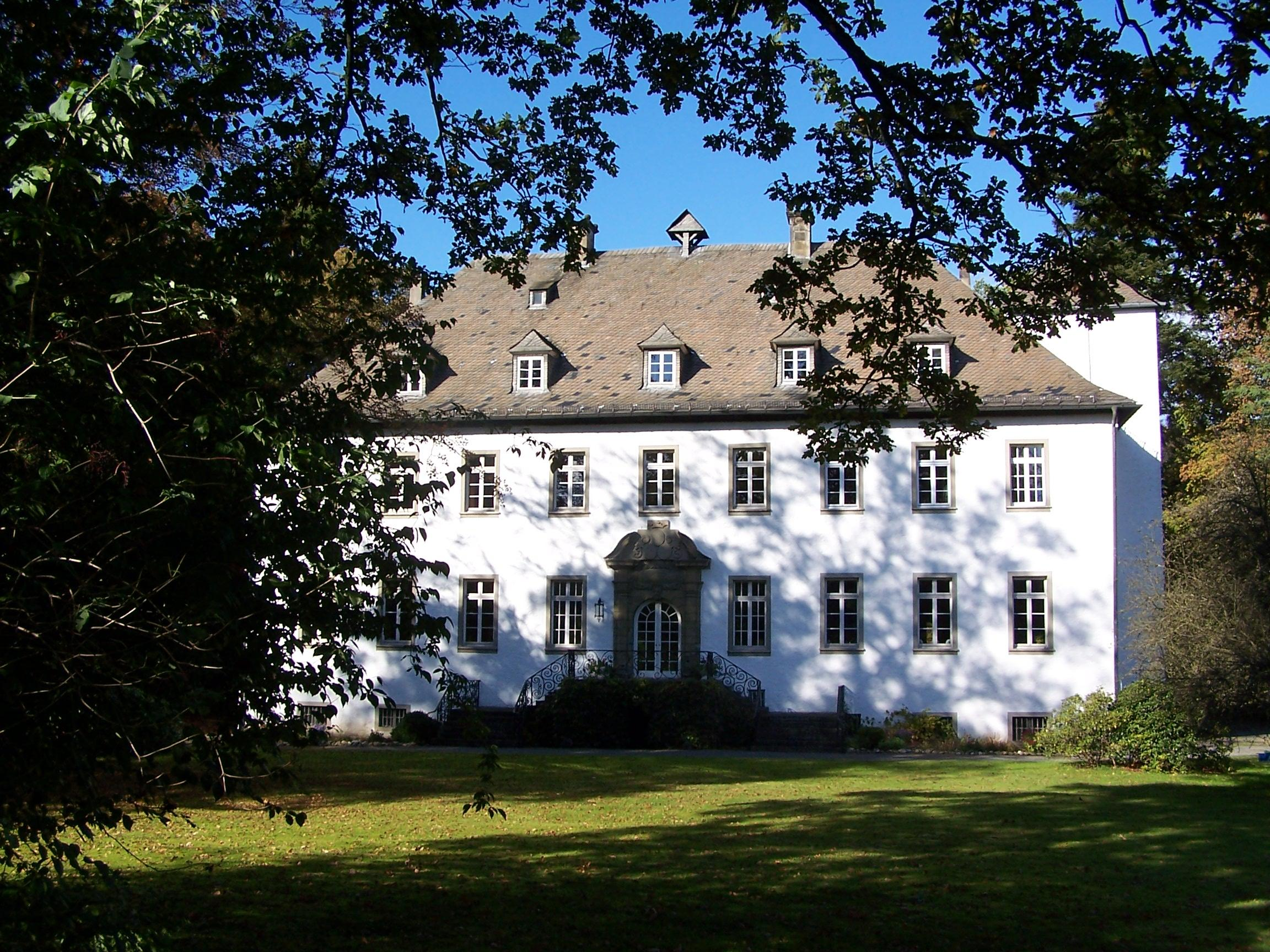
Haus Ostwig

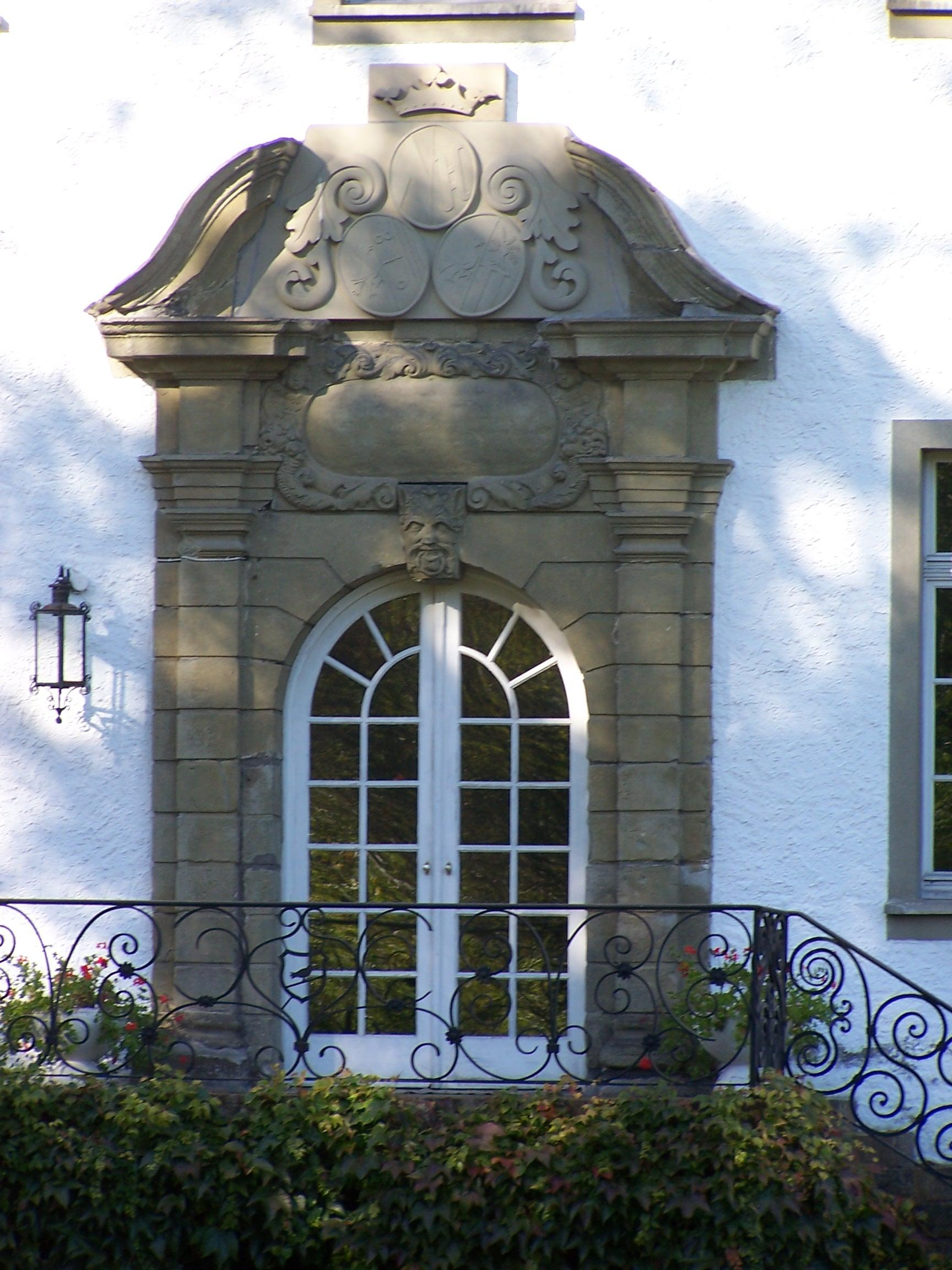
Wappentafel über der Tür

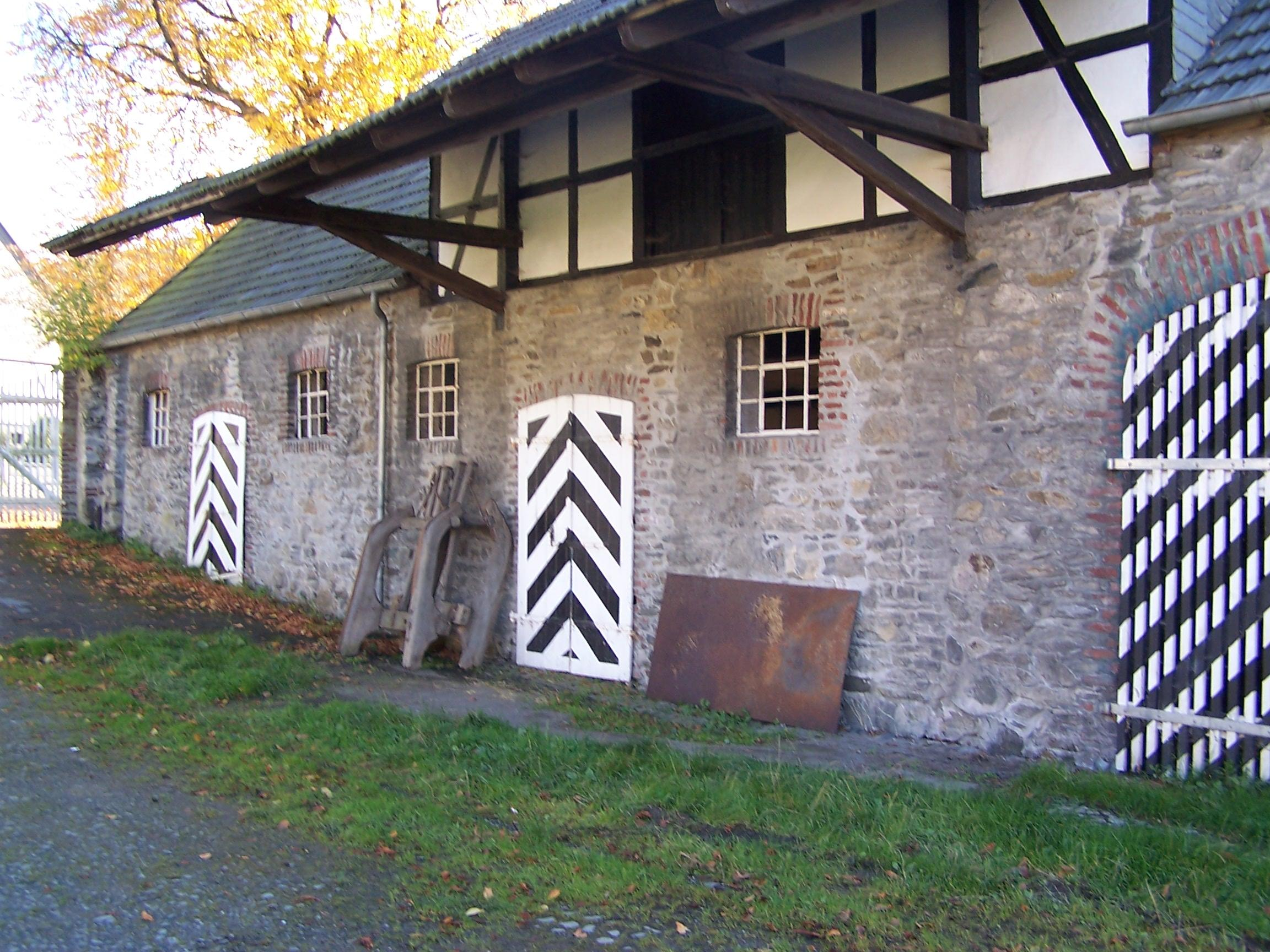
Wirtschaftsgebäude

Das Haus Ostwig befindet sich in der Gemeinde Bestwig im Ortsteil Ostwig im Sauerland.

## Geschichte
1200 wurde das Gut Ostwig in einer Urkunde des Stiftes Meschede erstmals erwähnt. Graf Ludwig von Arnsberg tauschte 1299 mit dem Mescheder Stift das Rittergut Gevelinghausen gegen Gut Ostwig ein. Im 15. Jahrhundert baute es die Familie Rump zu einem Rittergut aus. Um 1500 ging es aber zunächst in nichtadeligen Besitz über. Im Jahr 1539 erwarb Johann von Hanxleden zu Anröchte das Gut und nahm hier auch seinen Wohnsitz. Im 17. Jahrhundert wurde das Haus Ostwig zu einem repräsentativen Herrensitz umgebaut. Im Jahr 1699 wurde der Besitz mit dem Haus Borg beziehungsweise Brockhausen vereinigt. Mit dem Erlöschen der Ostwiger Linie der Hanxleben ging der Besitz 1771 an die Familie der Freiherrn von Lüninck über. Im Hause wurden Ferdinand Freiherr von Lüninck und sein Bruder Hermann Freiherr von Lüninck geboren.

## Bauschmuck
Über dem Hauptportal sind im Sprenggiebel drei neuzeitliche Allianzwappen in jeweils gespaltenem Schild angebracht, oben die Kombination von Rump zur Wenne (Sparren) und von Hanxleden (Maueranker), zwei wichtigen, aufeinander folgenden Besitzerfamilien, heraldisch rechts unten als Ehewappen die Kombination von Lüninck (Sperling) und von Gaugreben-Schönau-Wehr (Schönau: geteilt und drei Ringe, Gaugreben: Pfähle), für Ferdinand von Lüninck und seine Frau, Auguste von Gaugreben-Schönau-Wehr, und schließlich heraldisch links unten als Ehewappen die Kombination von Lüninck (Sperling) und von Salis-Soglio (geteilt, oben eine ausgerissene grüne Weide, unten fünfmal gespalten), für Gottfried Freiherr von Lüninck und seine Frau, Elisabeth geb. Freiin von Salis-Soglio.